# Heeresklientel
Der moderne Begriff Heeresklientel bezeichnet die gesellschaftliche Gruppe der Legionäre und Veteranen, die gegen Ende der römischen Republik in einem besonderen Loyalitätsverhältnis zu einem bestimmten Feldherrn standen, den sie als ihren Patron betrachteten. Als Gegenleistung für die Versorgung mit Ackerland unterstützten sie ihn politisch und militärisch.
In der römischen Gesellschaft war es jahrhundertelang üblich gewesen, dass die Mitglieder der Nobilität ein Patronat über Proletarier und andere Angehörige der plebejischen Unterschicht ausübten. Sie stellten sie als Klienten unter ihren Schutz, unterstützten sie materiell oder gewährten ihnen Hilfe vor Gericht. Im Gegenzug waren die Klienten verpflichtet, ihrem Patron beizustehen.
Mit der Heeresreform des Marius gegen Ende des zweiten Jahrhunderts vor Christus wurde dieses Klientelverhältnis nach traditioneller Ansicht der Forschung dann auf das Militär übertragen: Gaius Marius war der Erste, der im Krieg gegen Kimbern und Teutonen in großem Umfang Besitzlose in die Legionen aufnahm, da es an Freiwilligen mangelte. Dies vergrößerte das Heer und machte es schlagkräftiger, warf aber das Problem der Versorgung der Veteranen nach Ende ihrer Dienstzeit auf: Da sie die ausgedienten Soldaten nicht in das soziale Nichts entlassen konnten, aus dem sie stammten, mussten die Heerführer sie nun nach ihrer Entlassung mit Bauernstellen versorgen; die Verteilung öffentlichen Landes an Besitzlose war seit der Gracchenzeit häufiger Gegenstand politischer Konflikte.
Die Landverteilung politisch durchzusetzen war daher nicht einfach, da sich die Mehrheit im Senat des Öfteren hiergegen wandte, um einen allzu großen Machtzuwachs der Feldherren zu verhindern, deren Popularität bei Erfolg der Ansiedlung unverhältnismäßig zu wachsen drohte. Im Fall des Pompeius zum Beispiel konnte eine solche mehrjährige Senatsblockade erst durch das Erste Triumvirat und das Konsulat Gaius Iulius Caesars im Jahre 59 v. Chr. beendet werden.
Gleichzeitig schwor das Klientelverhältnis auch die Soldaten in besonderer Weise auf ihren Feldherrn ein. Denn dieser war nun nicht allein ihr militärischer Führer, sondern auch der politische Garant ihrer Altersversorgung. Dieses persönliche Treueverhältnis, das stärker war als die Loyalität gegenüber dem Gesamtstaat, verlängerte die Bürgerkriege des 1. vorchristlichen Jahrhunderts, in denen die Republik unterging, und war eines ihrer zentralen Probleme. Durch die Übertragung des Oberbefehls sämtlicher in Grenznähe stationierter Truppen auf Augustus wurde die Heeresklientel schließlich monopolisiert und eine Militärmonarchie errichtet. Insofern spielte die Heeresklientel eine zentrale Rolle, sowohl beim Untergang der römischen Republik, als auch bei der Festigung der neuen monarchischen Ordnung des Kaiserreichs.
Seit einigen Jahren ist diese lange Zeit nicht hinterfragte Rekonstruktion der spätrepublikanischen Heeresklientel verstärkt kritisiert worden (Cadiou 2018). Der Ausgang der Debatte ist offen.